# Chiesa di San Tommaso Apostolo (Offagna)
La chiesa di San Tommaso Apostolo è la parrocchiale di Offagna, in provincia di Ancona e arcidiocesi di Ancona-Osimo; fa parte della zona pastorale di Osimo.

## Storia
La primitiva parrocchiale di Offagna, attestata già nel Trecento, sorgeva abbastanza lontana dal centro del paese, vicino alla porta settentrionale del borgo; nel secolo successivo è invece attestato un secondo luogo di culto sede della parrocchia, posto vicino al castello.
La costruzione della terza chiesa in ordine cronologico ebbe inizio nel 1666; i lavori furono poi portati a compimento nel 1675.
Nel 1769 vennero redatti dall'architetto Andrea Vici i disegni relativi all'edificazione della canonica e all'ampliamento dell'area presbiteriale: la prima opera fu poi effettivamente eseguita, mentre la seconda rimase unicamente sulla carta per vari motivi, tra cui la mancanza di fondi e l'assenza del progettista, che si era recato a Napoli al seguito di Luigi Vanvitelli.
La parrocchiale fu interessata da un restauro nel 1825 e poi poco più di un secolo dopo, nel 1933, venne condotto un intervento di ristrutturazione.
Negli anni settanta fu eseguito l'adeguamento liturgico secondo le usanze postconciliari mediante l'aggiunta dell'altare rivolto verso l'assemblea e dell'ambone.

## Descrizione

### Esterno
La facciata a capanna in mattoni della chiesa, rivolta a sudovest, presenta centralmente il portale d'ingresso, sormontato da un'epigrafe e dal frontoncino triangolare, e sopra tre finestre a tutto sesto.
Annesso alla parrocchiale è il campanile a base quadrata, la cui cella presenta su ogni lato una monofora a tutto sesto ed è coronata dalla cupola.

### Interno
L'interno dell'edificio, coperto dal soffitto piano, si compone di un'unica navata, sulla quale si affacciano le cappelle laterali, introdotte da archi a tutto sesto, e le cui pareti sono abbellite da una cornice sopra la quale si imposta il registro attico caratterizzato dalle finestre; al termine dell'aula si sviluppa il presbiterio, leggermente rialzato e chiuso dall'abside di forma semicircolare.